# Saint-Thurial
Saint-Thurial is een gemeente in het Franse departement Ille-et-Vilaine (regio Bretagne). De plaats maakt deel uit van het arrondissement Rennes. Saint-Thurial telde op 1 januari 2022 2.165 inwoners.

## Geografie
De oppervlakte van Saint-Thurial bedroeg op 1 januari 2022 18,01 vierkante kilometer; de bevolkingsdichtheid was toen 120,2 inwoners per km².

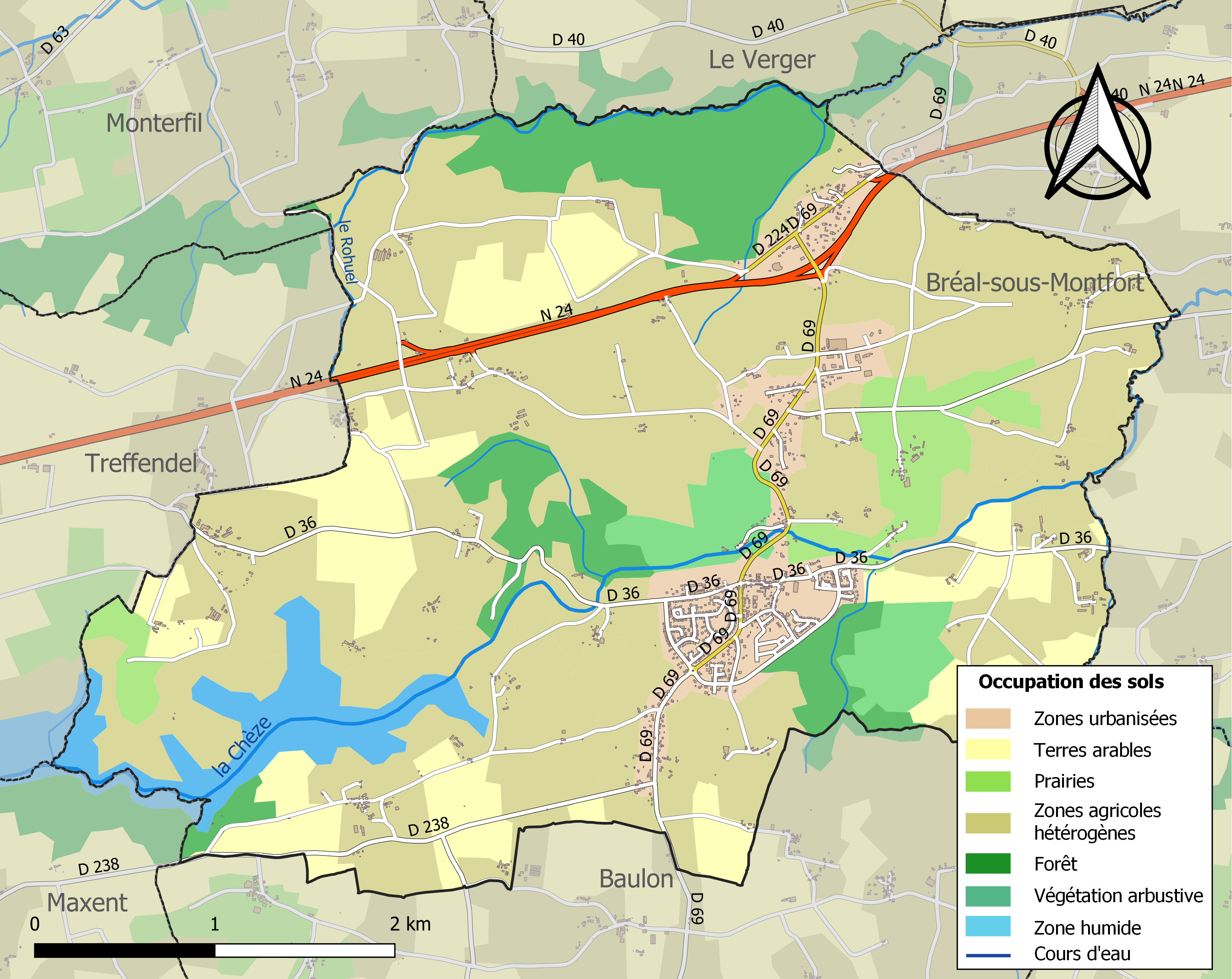
Kaart van de gemeente met belangrijkste infrastructuur, bodemgebruik en omliggende gemeenten

## Demografie
Onderstaande figuur toont het verloop van het inwonertal, bron: INSEE-tellingen. 